# Asienspiele 2018/Gewichtheben
Bei den Asienspielen 2018 in Jakarta wurden vom 20. bis 27. August 2018 insgesamt 15 Wettbewerbe im Gewichtheben ausgetragen, acht für Männer sowie sieben für Frauen. Wettkampfstätte war die Jakarta International Expo. Es waren 166 Athleten aus 30 Nationen gemeldet, von denen 164 teilnahmen. Erfolgreichste Nation war Nordkorea, dessen Athleten acht Goldmedaillen, eine Silber- und eine Bronzemedaille gewannen.

## Medaillengewinner

### Männer
| Wettbewerb         | Gold                    | Silber            | Bronze               |
| ------------------ | ----------------------- | ----------------- | -------------------- |
| Klasse bis 56 kg   | Om Yun-chol             | Thạch Kim Tuấn    | Surahmat Wijoyo      |
| Klasse bis 62 kg   | Eko Yuli Irawan         | Trịnh Văn Vinh    | Adkhamjon Ergashev   |
| Klasse bis 69 kg   | O Kang-chol             | Doston Yoqubov    | Issat Artykow        |
| Klasse bis 77 kg   | Choe Jon-wi             | Kim Woo-jae       | Chatuphum Chinnawong |
| Klasse bis 85 kg   | Safaa Al-Jumaili        | Jang Yeon-hak     | Jon Myong-song       |
| Klasse bis 94 kg   | Sohrab Moradi           | Fares Ibrahim     | Sarat Sumpradit      |
| Klasse bis 105 kg  | Ruslan Nurudinov        | Salwan Jassim     | Ali Hashemi          |
| Klasse über 105 kg | Behdad Salimikordasiabi | Saeid Alihosseini | Rustam Dzhangabayev  |

### Frauen
| Wettbewerb        | Gold           | Silber                | Bronze              |
| ----------------- | -------------- | --------------------- | ------------------- |
| Klasse bis 48 kg  | Ri Song-gum    | Sri Wahyuni Agustiani | Thunya Sukcharoen   |
| Klasse bis 53 kg  | Hidilyn Diaz   | Kristina Şermetowa    | Surodchana Khambao  |
| Klasse bis 58 kg  | Kuo Hsing-chun | Sukanya Srisurat      | Mikiko Andō         |
| Klasse bis 63 kg  | Kim Hyo-sim    | Choe Hyo-sim          | Rattanawan Wamalun  |
| Klasse bis 69 kg  | Rim Un-sim     | Hung Wan-ting         | Mun Yu-ra           |
| Klasse bis 75 kg  | Rim Jong-sim   | Omadoy Otakuziyeva    | Mun Min-hee         |
| Klasse über 75 kg | Kim Kuk-hyang  | Son Young-hee         | Duangaksorn Chaidee |

## Medaillenspiegel
| Platz  | Land              | Gold | Silber | Bronze | Gesamt |
| ------ | ----------------- | ---- | ------ | ------ | ------ |
| 1      | Nordkorea         | 8    | 1      | 1      | 10     |
| 2      | Iran              | 2    | 1      | 1      | 4      |
| 3      | Usbekistan        | 1    | 2      | 2      | 5      |
| 4      | Indonesien        | 1    | 1      | 1      | 3      |
| 5      | Irak              | 1    | 1      | —      | 2      |
| 5      | Chinesisch Taipeh | 1    | 1      | —      | 2      |
| 7      | Philippinen       | 1    | —      | —      | 1      |
| 8      | Südkorea          | —    | 3      | 2      | 5      |
| 9      | Vietnam           | —    | 2      | —      | 2      |
| 10     | Thailand          | —    | 1      | 6      | 7      |
| 11     | Katar             | —    | 1      | —      | 1      |
| 11     | Turkmenistan      | —    | 1      | —      | 1      |
| 13     | Japan             | —    | —      | 1      | 1      |
| 13     | Kirgisistan       | —    | —      | 1      | 1      |
| Gesamt | Gesamt            | 15   | 15     | 15     | 45     |